# Fu Chronicles
Fu Chronicles è il settimo album in studio della band statunitense Antibalas. Scritto e concettualizzato dal cantante Duke Amayo. Arrangiato e co-prodotto dal fondatore degli Antibalas Martin Perna e dal bassista/membro fondatore Gabriel Roth, l'album è stato registrato alla Daptone House of Soul di Bushwick, Brooklyn, nell'estate del 2018 e successivamente pubblicato il 7 febbraio 2020 su Daptone.
A sostegno dell'album, la band ha annunciato un tour che è stato interrotto dalla pandemia. L'ultimo spettacolo del tour è stato al Summit Music Hall di Denver, in Colorado. Durante la chiusura per pandemia nel 2021, Amayo e la band hanno annunciato la loro separazione formale.

## Accoglienza della critica
Fu Chronicles è stato accolto con recensioni generalmente favorevoli dalla critica. Su Metacritic, che assegna una valutazione media ponderata su 100 alle recensioni, ha ricevuto un punteggio medio di 80, basato su 4 recensioni. È stato nominato per il Grammy Award come miglior album di musica globale.

## Tracce
1. Amenawon – 8:17
2. Lai Lai – 8:51
3. MTTT, Pt. 1-2 – 7:19
4. Fight Am Finish – 6:30
5. Koto – 9:58
6. Fist of Flowers – 7:42